# 岩州 (辽宁)
岩州，唐朝、辽朝时设置的州。
唐太宗贞观十九年（645年），唐太宗征讨高句丽，夺得白岩城（今辽宁省灯塔市铧子镇城门口村），设置岩州，隶属于营州都督府。随后其民内徙，岩州废。辖境相当今辽宁省辽阳市以东、本溪市以西地区。辽朝复置岩州，本渤海中京显德府卢州白岩县。辽太宗徙置，军号白岩军，治所在今辽宁辽阳东燕州城，为东京道沈州所属刺史州，初隶长宁宫，后隶敦睦宫，下领白岩县。怨军八营之一岩州营，因其兵士皆募自岩州，因以为名。金朝废除岩州。